# Amplitron

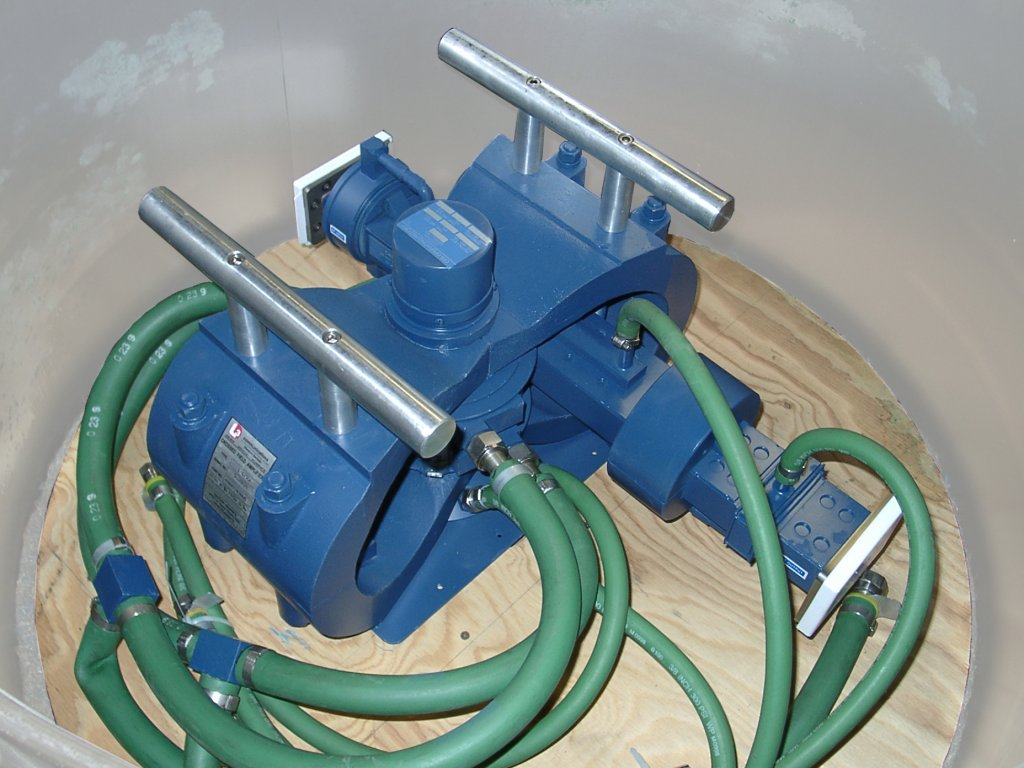
Chłodzony wodą amplitron L−4756A przygotowany do transportu

Amplitron – wzmacniająca  lampa mikrofalowa, szerokopasmowa, dużej mocy,  zaliczana do lamp o fali wstecznej typu M. W budowie przypomina  magnetron, lecz  linia opóźniająca jest otwarta – jeden koniec linii stanowi wejście sygnału wzmacnianego, a drugi wyjście dla sygnału wzmocnionego. W lampie tej zachodzi oddziaływanie między  strumieniem elektronów obiegającym wielokrotnie katodę i falą elektromagnetyczną rozchodzącą się wzdłuż linii opóźniającej. Sprawność tej lampy  jest bardzo duża, może dochodzić do 85%, natomiast uzyskiwane wzmocnienie niewielkie, rzędu od kilku do kilkunastu dB. Amplitrony  są zazwyczaj budowane do pracy impulsowej jako końcowe wzmacniacze mocy w urządzeniach radarowych.